# Pezinok
 Ovo je glavno značenje pojma Pezinok. Za Okrug pogledajte Okrug Pezinok.
Pezinok (mađ. Bazin, njem. Bösing) grad je u Bratislavskom kraju u zapadnoj Slovačkoj. Upravno je središte Okruga Pezinok.

## Zemljopis
Pezinok leži na nadmorskoj visini od 152 metra i pokriva područje od 72,555 km². Nalazi se u Podunavskoj nizini u podnožju Malih Karpata, oko 20 km sjeveroistočno od Bratislave i 30 km sjeveroistočno od Trnave.

## Povijest
Od druge polovice 10. stoljeća do 1918. godine Pezinok je bio u sastavu Kraljevine Ugarske. Pezinok ili barem njegova okolica po prvi put se spominju 1208. godine pod nazivom "terra Bozin". Tokom sljedećih nekoliko stoljeća grad je promijenjen iz rudarskog u vinogradarski grada. Status slobodnog kraljevskog grada dobio je 14. lipnja 1647. godine. Pezinok je imao najljepšu era bogatstva i prosperiteta u 17. i 18. stoljeću, kada je bilo i jedan od najbogatijih gradova u Kraljevini Ugarskoj. Njegova blaga bila su zasnovana na proizvodnji kvalitetnih vina. U 19. stoljeću grad se počeo polako industrijalizirati a s ostatkom zemlje povezan je željeznicom. Nakon raspada Austro-Ugarske grad je postao dio nove države Čehoslovačke. U prvoj polovici 20. stoljeća proizvodnja vina je bila u opadanju što je prisililo mnoge stanovnike na emigraciju. Nakon Drugog svjetskog rata proizvodnja vina je opet bila u usponu.

## Stanovništvo
| Godina:     | 1993.  | 2003.   | 2013.   | 2023.    |
| ----------- | ------ | ------- | ------- | -------- |
| Broj ljudi: | 21 231 | 21 077  | 21 851  | 24 506   |
| Razlika:    |        | -0,72 % | +3,67 % | +12,15 % |

| Godina:     | 2022.  | 2023.   |
| ----------- | ------ | ------- |
| Broj ljudi: | 24 617 | 24 506  |
| Razlika:    |        | -0,45 % |

Po popisu stanovništva iz 2001. godine grad je imao 21.082 stanovnika.

### Etnički sastav
- Slovaci – 96,51 %
- Česi – 1,21 %
- Mađari – 0,52 %

### Religija
- rimokatolici – 64,83 %
- ateisti – 21,02 %
- protestanti – 8,22 %

## Gradovi prijatelji
- Mosonmagyaróvár, Mađarska
- Neusiedl am See, Austrija
- Mladá Boleslav, Češka
- Izola, Slovenija

## Poznate osobe
- Richard Réti, čehoslovački šahist

## Vanjske poveznice
- Službena stranica grada

### Ostali projekti
|  | Zajednički poslužitelj ima još gradiva o temi Pezinok |